# José Suárez
Josè Suarez (Trubia, 19 settembre 1919 – Moreda, 6 agosto 1981) è stato un attore spagnolo.

## Biografia
Interprete molto attivo in Italia, è ricordato in particolar modo per la sua interpretazione nel film La sfida (1958) di Francesco Rosi. Altro ruolo di rilievo lo ebbe nel film Il magistrato (1959) di Luigi Zampa.
Nato nelle Asturie, rimase presto orfano di padre e per questo fu costretto ad abbandonare gli studi per aiutare la famiglia in difficoltà economiche. Durante la guerra civile si arruolò nell'esercito franchista fino al 1943 per diventare operaio delle ferrovie.
Venne quindi notato dal regista Gonzalo Delgràs, che gli offrì una partecipazione al suo film Altar Mayor. Dopo questa pellicola ricevette continue offerte ma solo nel 1950, con Brigada criminal, ottenne la possibilità di interpretare il ruolo di protagonista. Nel 1954 era considerato il quarto miglior attore spagnolo dopo Fernando Fernán Gómez, Francisco Rabal e Jorge Mistral.
Il ruolo che invece lo consacrò definitivamente fu quello che gli venne offerto da Juan Antonio Bardem nel film Calle Mayor (1956), che ottenne un grande successo internazionale e fu premiato anche al Festival del cinema di Venezia, permettendo all'attore di ottenere il ruolo di protagonista nel film La sfida (1958) di Francesco Rosi e di proseguire la carriera fin oltre gli anni settanta.
Vittima nel 1975 di una trombosi che lo lasciò parzialmente paralizzato, Suárez morì nel 1981 a Moreda, dove viveva con la moglie Maria Luisa, che aveva sposato nel 1950.

## Filmografia parziale

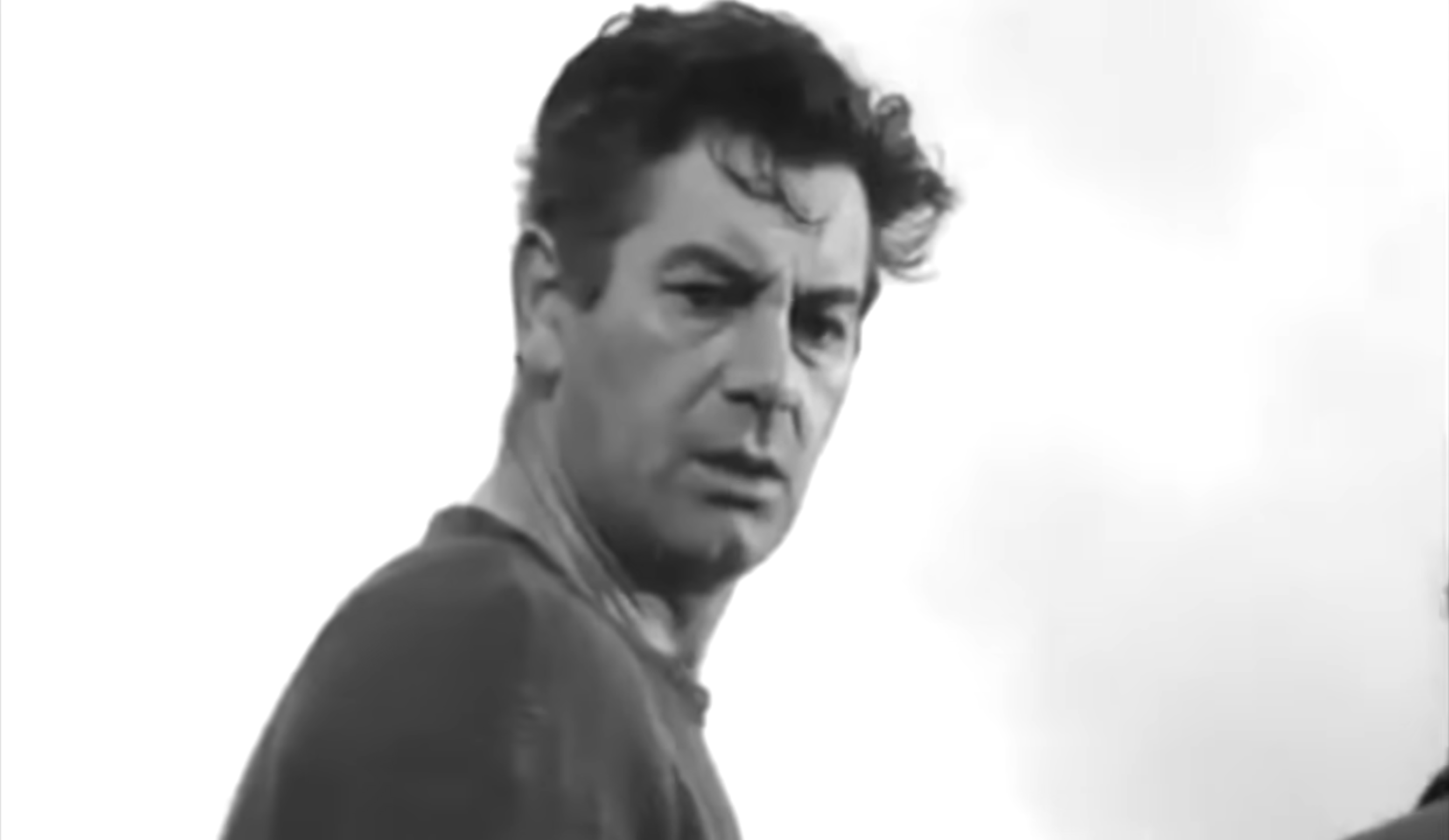
José Suárez nel film Scano Boa (1961)

- Altar mayor, regia di Gonzalo Delgrás (1944)
- Calle Mayor, regia di Juan Antonio Bardem (1956)
- Le belle dell'aria, regia di Mario Costa e Eduardo Manzanos Brochero (1957)
- Gli italiani sono matti, regia di Duilio Coletti e Luis María Delgado (1958)
- La sfida, regia di Francesco Rosi (1958)
- I rivoltosi di Alcantara (Diego Corrientes), regia di Antonio Isasi-Isasmendi (1959)
- Cartagine in fiamme, regia di Carmine Gallone (1959)
- Il magistrato, regia di Luigi Zampa (1959)
- Scano Boa, regia di Renato Dall'Ara  (1961)
- Le verdi bandiere di Allah, regia di Giacomo Gentilomo (1963)
- Sfida selvaggia (El llanero), regia di Jesús Franco (1963)
- Sette uomini d'oro, regia di Marco Vicario (1965)
- Texas addio, regia di Ferdinando Baldi (1966)
- Muori lentamente... te la godi di più (Mister Dynamit - Morgen küßt euch der Tod), regia di Franz Josef Gottlieb (1967)
- Il prezzo del potere, regia di Tonino Valerii (1969)
- Cinque figli di cane, regia di Alfio Caltabiano (1969)
- Il pistolero dell'Ave Maria, regia di Ferdinando Baldi (1969)
- Luca, bambino mio (El Cristo del Océano), regia di Ramón Fernández (1971)
- Una ragione per vivere e una per morire, regia di Tonino Valerii (1972)

## Doppiatori italiani
- Emilio Cigoli in Cartagine in fiamme, Il magistrato
- Pino Locchi in Sette uomini d'oro, Texas addio
- Luigi Vannucchi in Il pistolero dell'Ave Maria, Muori lentamente... te la godi di più
- Aldo Giuffré in La sfida
- Carlo D'Angelo in Il prezzo del potere
- Roberto Villa in Una ragione per vivere e una per morire
- Arturo Dominici in Cinque figli di cane
- Sergio Graziani in Sfida selvaggia